# Ace of Aces (jogo eletrônico)
Ace of Aces  é um jogo eletrônico desenvolvido pela empresa Artech Digital Entertainment, em 1986. O jogo está disponível para os consoles Amstrad CPC, Atari 8-bit, Atari 7800, Commodore 64, MSX, MS-DOS, Sega Master System e ZX Spectrum.

## Enredo
A história do jogo se passa durante a Segunda Guerra Mundial, onde o piloto inglês do avião De Havilland Mosquito da Força Aérea Real está equipado com foguetes, bombas e canhão. O seu objetivo é destruir vários aviões inimigos, bombardeiros,  bombas voadoras, barcos e trens.

## Recepção
A revista Compute! elogiou os gráficos e som da versão de Commodore 64 de  'Ace of Aces. Uma analise dos jogos de estratégia e de guerra de 1991 da revista Computer Gaming World deu ao jogo um estrela e meia de um total de cinco, chamando-o de "um tanto inverídico historicamente".